# فساد
عرّف البنك الدولي الفساد بأنه شكل من أشكال خيانة الأمانة أو الجريمة يرتكبها شخص أو منظمة يُعهد إليها بمركز سلطة؛ وذلك من أجل الحصول على مزايا غير مشروعة أو إساءة استخدام تلك السلطة لصالح الفرد. يمكن للفساد أن يشمل العديد من الأنشطة التي تتضمن الرشوة والاختلاس، ويتضمن أيضًا ممارسات تُعد قانونية في العديد من البلدان. يحدث الفساد السياسي عندما يتصرف صاحب المنصب أو أي موظف حكومي آخر بصفة رسمية لتحقيق مكاسب شخصية. الفساد هو الأكثر شيوعًا في الكليبتوقراطيات (حكم اللصوص)، والأوليغارشية (حكم الأقلية)، ودول المخدرات، ودول المافيا.
الفساد والجريمة هما حدثين اجتماعيين متوطنين يظهران بشكل منتظم في جميع البلدان تقريبًا على نطاق عالمي بدرجات ونسب متفاوتة. تخصص كل دولة موارد محلية للسيطرة على الفساد وتنظيمه وردع الجريمة. غالبًا ما تُلخَّص الاستراتيجيات التي تُتَّخَذ من أجل مكافحة الفساد تحت مظلة مصطلح مكافحة الفساد. إن مبادرات الأمم المتحدة العالمية مثل الهدف 16 للتنمية المستدامة لها أيضًا هدف موجَّه من المفترض أن يقلل بشكل كبير من الفساد بجميع أشكاله.

## المصطلح في اللغة

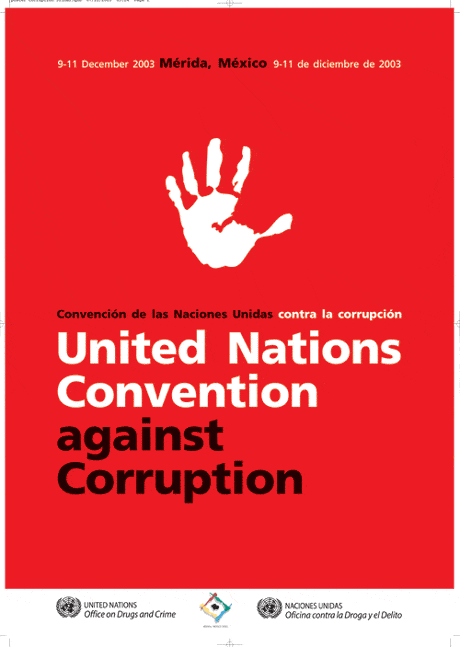
اتفاقية الأمم المتحدة لمكافحة الفساد

الفساد في معاجم اللغة هو في (فسد) ضد صَلُحَ (والفساد) لغة البطلان، فيقال فسد الشيء أي بطُلَ واضمحل، ويأتي التعبير على معانٍ عدة بحسب موقعه. التعريف العام لمفهوم الفساد عربياً بأنه اللهو واللعب وأخذ المال ظلماً من دون وجه حق، مما يجعل تلك التعابير المتعددة عن مفهوم الفساد، توجه المصطلح نحو إفراز معنى يناقض المدلول السلبي للفساد، فهو ضد الجد القائم على فعل الائتمان على ما هو تحت اليد (القدرة والتصرف).
يعرف معجم أوكسفورد الإنكليزي الفساد بأنه «انحراف أو تدمير النزاهة في أداء الوظائف العامة من خلال الرشوة والمحاباة».
وقد يعنى الفساد: التلف إذا ارتبط المعنى بسلعة ما وهو لفظ شامل لكافة النواحي السلبية في الحياة.
ويصبح الفساد بمفهومه العام هو التغير من الحالة المثالية إلى حالة دون الحالة المثالية. والكمال لله -عز وجل-. بمعنى التغير للأسوأ.
ويكون هنا ضد الإحسان وضد التحول أو التغير إلى الحالة المثالية.

## أنواع الفساد
- الفساد بمعنى: البطلان، في: أصول الفقه.
- الفساد السياسي: إساءة استخدام السلطة العامة (راجع أيضا: فساد في الحكومات المحلية) من قبل النخب الحاكمة لأهداف غير مشروعة كالرشوة، الابتزاز، المحسوبية، والاختلاس.
- جرائم الشركات: في علم الجريمة تتمثل جرائم الشركات أو الجرائم الاقتصادية في انحرافات (مالية أو إدارية) ارتكبت عن طريق شركة (كيان تجاري له شخصية قانونية مستقلة من أشخاص طبيعيين يقومون بإدارة أنشطتها)، أو من قبل أفراد بالإنابة. ومخالفة القواعد والأحكام المالية التي تنظم سير العمل الإداري والمالي في المؤسسة.

## الأسباب
وفقًا لدراسة استقصائية أجريت عام 2017، نُسبت العوامل التالية كأسباب للفساد:
- جشع المال والرغبات.
- مستويات أعلى من السوق والاحتكار السياسي
- تدني مستويات الديمقراطية وضعف المشاركة المدنية وضعف الشفافية السياسية
- مستويات أعلى من البيروقراطية وهياكل إدارية غير فعالة
- حرية الصحافة منخفضة
- حرية اقتصادية منخفضة
- انقسامات عرقية كبيرة ومستويات عالية من المحسوبية داخل المجموعة
- عدم المساواة بين الجنسين
- الفقر
- عدم الاستقرار السياسي
- حقوق ملكية ضعيفة
- عدوى من دول مجاورة فاسدة
- انخفاض مستويات التعليم
- عدم الالتزام تجاه المجتمع
- تدهور الأوضاع الاقتصادية والاجتماعية.

وقد لوحظ أنه عند مقارنة الدول الأكثر فسادًا مع الدول الأقل فسادًا، فإن المجموعة الأولى تحتوي على دول ذات تفاوتات اجتماعية واقتصادية هائلة، والأخيرة تحتوي على دول تتمتع بدرجة عالية من العدالة الاجتماعية والاقتصادية.

## في قطاعات مختلفة
يمكن أن يحدث الفساد في العديد من القطاعات، سواء كانت الصناعة العامة أو الخاصة أو حتى المنظمات غير الحكومية (خاصة في القطاع العام). ومع ذلك، فقط في المؤسسات الخاضعة للسيطرة الديمقراطية، هناك مصلحة عامة (المالك) لتطوير آليات داخلية لمكافحة الفساد النشط أو السلبي، بينما في الصناعة الخاصة وكذلك في المنظمات غير الحكومية لا توجد رقابة عامة. لذلك، فإن أرباح «المستثمرين» أو الرعاة حاسمة إلى حد كبير.

### الحكومة / القطاع العام
يشمل الفساد العام فساد العملية السياسية والهيئات الحكومية مثل الشرطة وكذلك الفساد في عمليات تخصيص الأموال العامة للعقود والمنح والتوظيف. تشير الأبحاث التي أجراها البنك الدولي مؤخرًا إلى أن من يتخذ القرارات السياسية (المسؤولون المنتخبون أو البيروقراطيون) يمكن أن يكون حاسمًا في تحديد مستوى الفساد بسبب الحوافز التي يواجهها مختلف صانعي السياسات.

### داخل النظام السياسي
الفساد السياسي هو إساءة استخدام السلطة العامة أو المناصب أو الموارد من قبل المسؤولين الحكوميين المنتخبين لتحقيق مكاسب شخصية، عن طريق الابتزاز أو التماس أو تقديم الرشاوى. يمكن أن يأخذ أيضًا شكل أصحاب المناصب الذين يحتفظون بأنفسهم في مناصبهم عن طريق شراء الأصوات عن طريق سن القوانين التي تستخدم أموال دافعي الضرائب. تشير الدلائل إلى أن الفساد يمكن أن يكون له عواقب سياسية - حيث يُطلب من المواطنين الحصول على رشاوى يصبحون أقل احتمالاً للتماهي مع بلدهم أو منطقتهم.
العمل السياسي للكسب غير المشروع (اللغة الإنجليزية الأمريكية)، هو شكل معروف وعالمي الآن من أشكال الفساد السياسي، كونه استخدامًا لا ضميرًا له وغير قانوني لسلطة السياسي لتحقيق مكاسب شخصية، عندما يتم توجيه الأموال المخصصة للمشاريع العامة عن قصد من أجل تعظيم الفوائد التي تعود على المصالح الخاصة بشكل غير قانوني للفرد (الأفراد) الفاسدين وأصدقائهم. في بعض الحالات، يتم «إعادة توجيه» المؤسسات الحكومية أو نقلها بعيدًا عن ولايتها الرسمية لخدمة أغراض أخرى غالبًا ما تكون فاسدة.
كانت قضية مرحاض كاوناس الذهبية فضيحة كبرى في ليتوانيا. في عام 2009، أمرت بلدية كاوناس (بقيادة العمدة أندريوس كوبينسكاس) بتحويل حاوية شحن إلى مرحاض خارجي بتكلفة 500 ألف ليتاي (حوالي 150 ألف يورو). كان من المقرر أيضًا أن يتطلب 5000 ليتاي (1500 يورو) في تكاليف الصيانة الشهرية. في نفس الوقت الذي تم فيه بناء «المرحاض الذهبي» في كاوناس، حصل نادي Kėdainiai للتنس على حل مشابه جدًا ولكنه أكثر تقدمًا مقابل 4500 يورو. بسبب ارتفاع تكلفة المرحاض الخارجي، أطلق عليه اسم «المرحاض الذهبي». على الرغم من الاستثمار، ظل «المرحاض الذهبي» مغلقًا لسنوات بسبب خلل وظيفي وكان موضوع تحقيق مطول لمكافحة الفساد مع أولئك الذين قاموا بإنشائه، حتى أن البلدية المحلية فكرت في هدم المبنى في وقت ما. تلقت مجموعة الموظفين العموميين المتورطين في شراء المرحاض أحكامًا بالسجن مختلفة بتهمة التهور، والمخالفات، وإساءة استخدام السلطة، وتزوير المستندات في قضية محكمة عام 2012، ولكن تمت تبرئتهم من تهم الفساد وحصلوا على تعويض، مما دفع تكلفة البناء الإجمالية وما تلاها الخسائر المالية ذات الصلة إلى 352000 يورو.
أشارت مصادر مختلفة إلى أن حزب الشعب الإسباني - Partido Popular - هو الحزب الأكثر فسادًا في أوروبا، حيث تبلغ قيمته السنوية 45 مليار يورو من الفساد.
في 7 يوليو / تموز 2020، أصدرت مؤسسة كارنيغي للسلام الدولي، وهي مؤسسة فكرية عالمية، تقريراً يزعم أن المدينة الإماراتية، دبي، عامل تمكين للفساد العالمي والجريمة والتدفقات المالية غير المشروعة. وذكرت أن الفاعلين الفاسدين والمجرمين العالميين إما يعملون من خلال دبي أو انطلاقا منها. كانت المدينة تسمى أيضًا ملاذًا لغسيل الأموال على أساس التجارة، حيث توفر مساحة لمناطق التجارة الحرة، مع الحد الأدنى من القوانين التنظيمية وتطبيق الجمارك.
تم تسليط الضوء على الفساد في حكومة المملكة المتحدة من خلال الرشوة المستمرة لنواب حزب المحافظين من قبل حكام البحرين. تم الكشف عن آخر هذه المعلومات في نوفمبر 2022 ، حيث أبلغت عن حصول بوب ستيوارت على رحلات مدفوعة التكاليف بالكامل إلى البحرين أكثر من مرة ، وتبع ذلك إعلانه "حفظ الله ملك البحرين" خلال كلمة في الخليج. أمة بعد قوله "حفظ الله ملك إنجلترا". أثار الفعل والمداخل المختلفة التي تحمل اسمه في سجل المصالح انتقادات من سياسيين آخرين.

### داخل الشرطة
فساد الشرطة هو شكل محدد من أشكال سوء سلوك الشرطة المصمم للحصول على مزايا مالية، ومكاسب شخصية، والتقدم الوظيفي لضابط أو ضباط شرطة مقابل عدم متابعة أو متابعة تحقيق أو توقيف أو جوانب من «الخط الأزرق الرفيع» نفسه حيثما كانت القوة يتواطأ الأعضاء في الأكاذيب لحماية الأعضاء الآخرين من المساءلة. أحد الأشكال الشائعة لفساد الشرطة هو التماس أو قبول الرشاوى مقابل عدم الإبلاغ عن المخدرات المنظمة أو عصابات الدعارة أو غيرها من الأنشطة غير القانونية.
مثال آخر هو انتهاك ضباط الشرطة لقواعد سلوك الشرطة من أجل ضمان إدانة المشتبه بهم - على سبيل المثال، من خلال استخدام أدلة مزورة. في حالات نادرة، قد يشارك ضباط الشرطة أنفسهم عمدًا وبصورة منهجية في الجريمة المنظمة. في معظم المدن الكبرى، توجد أقسام للشؤون الداخلية للتحقيق في فساد أو سوء سلوك الشرطة المشتبه به. تشمل الكيانات المماثلة اللجنة البريطانية المستقلة للشكاوى ضد الشرطة.

### في النظام القضائي
يشير الفساد القضائي إلى سوء سلوك القضاة المرتبط بالفساد، من خلال تلقي أو منح رشاوى، والأحكام غير اللائقة للمجرمين المدانين، والتحيز في الاستماع والحكم في الحجج وغير ذلك من سوء السلوك.
يُعرف الفساد الحكومي في القضاء على نطاق واسع في العديد من البلدان التي تمر بمرحلة انتقالية ونامية لأن الميزانية تخضع لسيطرة السلطة التنفيذية بالكامل تقريبًا. يقوض هذا الأخير الفصل بين السلطات، لأنه يخلق تبعية مالية خطيرة للقضاء. التوزيع الصحيح للثروة الوطنية بما في ذلك الإنفاق الحكومي على القضاء يخضع للاقتصاد الدستوري.
من المهم التمييز بين طريقتي فساد القضاء: الحكومة (من خلال تخطيط الميزانية وامتيازات مختلفة)، والخاصة. قد يكون من الصعب القضاء على الفساد القضائي بشكل كامل، حتى في البلدان المتقدمة. ويشارك الفساد في القضاء أيضًا الحكومة في السلطة باستخدام الذراع القضائية للحكومة لقمع أحزاب المعارضة على حساب الدولة.

## في الرعاية الصحية
الفساد، وإساءة استخدام السلطة الموكلة لتحقيق مكاسب خاصة، كما حددتها منظمة الشفافية الدولية، أمر منهجي في قطاع الصحة. إن خصائص النظم الصحية بتركيزها على توفير الخدمة، والسلطة التقديرية العالية لأعضائها الذين يتحكمون في الإمداد، والمساءلة المنخفضة للآخرين هي المجموعة الدقيقة للمتغيرات التي وصفها Klitgaard ، والتي يعتمد عليها الفساد.
يعد الفساد في الرعاية الصحية أكثر خطورة من أي قطاع آخر، لأنه يؤثر على النتائج الصحية ومميت بالفعل. إنه منتشر على نطاق واسع، ومع ذلك، لم يتم نشر سوى القليل في المجلات الطبية حول هذا الموضوع، وحتى عام 2019 لا يوجد دليل على ما قد يقلل الفساد في القطاع الصحي. يحدث الفساد داخل قطاعي الصحة الخاص والعام وقد يظهر على أنه سرقة أو اختلاس أو محسوبية أو رشوة حتى الابتزاز أو تأثير لا داعي له ويحدث في أي مكان داخل القطاع، سواء كان ذلك في تقديم الخدمات أو الشراء أو البناء أو التوظيف. في عام 2019، وصفت منظمة الشفافية الدولية الطرق الستة الأكثر شيوعًا لفساد الخدمة على النحو التالي: التغيب، والمدفوعات غير الرسمية من المرضى، والاختلاس، وتضخيم الخدمات وتكاليف الخدمات، والمحسوبية والتلاعب بالبيانات (فواتير السلع والخدمات التي لم يتم إرسالها مطلقًا أو انتهى).

## في نظام التعليم
الفساد في التعليم ظاهرة عالمية. يعتبر الفساد في القبول في الجامعات تقليديا أحد أكثر المجالات فسادا في قطاع التعليم. فشلت المحاولات الأخيرة في بعض البلدان، مثل روسيا وأوكرانيا، للحد من الفساد في القبول من خلال إلغاء امتحانات القبول بالجامعة وإدخال اختبارات الكمبيوتر الموحدة. لم تتحقق قسائم الالتحاق بالجامعة. تكمن تكلفة الفساد في أنه يعيق النمو الاقتصادي المستدام.
يؤدي الفساد المستشري في المؤسسات التعليمية إلى تشكيل تسلسلات هرمية فاسدة مستدامة., إن المستويات العالية من الفساد ناتجة عن عدم قدرة الجامعات على الانفصال عن ماضيها الستاليني، بسبب البيروقراطية، ونقص واضح في استقلالية الجامعة. يتم استخدام كل من المنهجيات الكمية والنوعية لدراسة الفساد في التعليم، لكن الموضوع لا يزال إلى حد كبير دون معالجة من قبل العلماء. في العديد من المجتمعات والمنظمات الدولية، لا يزال الفساد في التعليم من المحرمات. في بعض البلدان، مثل بعض دول أوروبا الشرقية وبعض دول البلقان وبعض البلدان الآسيوية، يحدث الفساد بشكل متكرر في الجامعات. يمكن أن يشمل ذلك رشاوى لتجاوز الإجراءات البيروقراطية ورشوة أعضاء هيئة التدريس للحصول على درجة. تنخفض الرغبة في الانخراط في الفساد، مثل قبول رشوة مالية مقابل درجات، إذا رأى الأفراد أن هذا السلوك مرفوض للغاية، أي انتهاك للمعايير الاجتماعية وإذا كانوا يخشون فرض عقوبات فيما يتعلق بشدة واحتمال العقوبات.

## أساليب

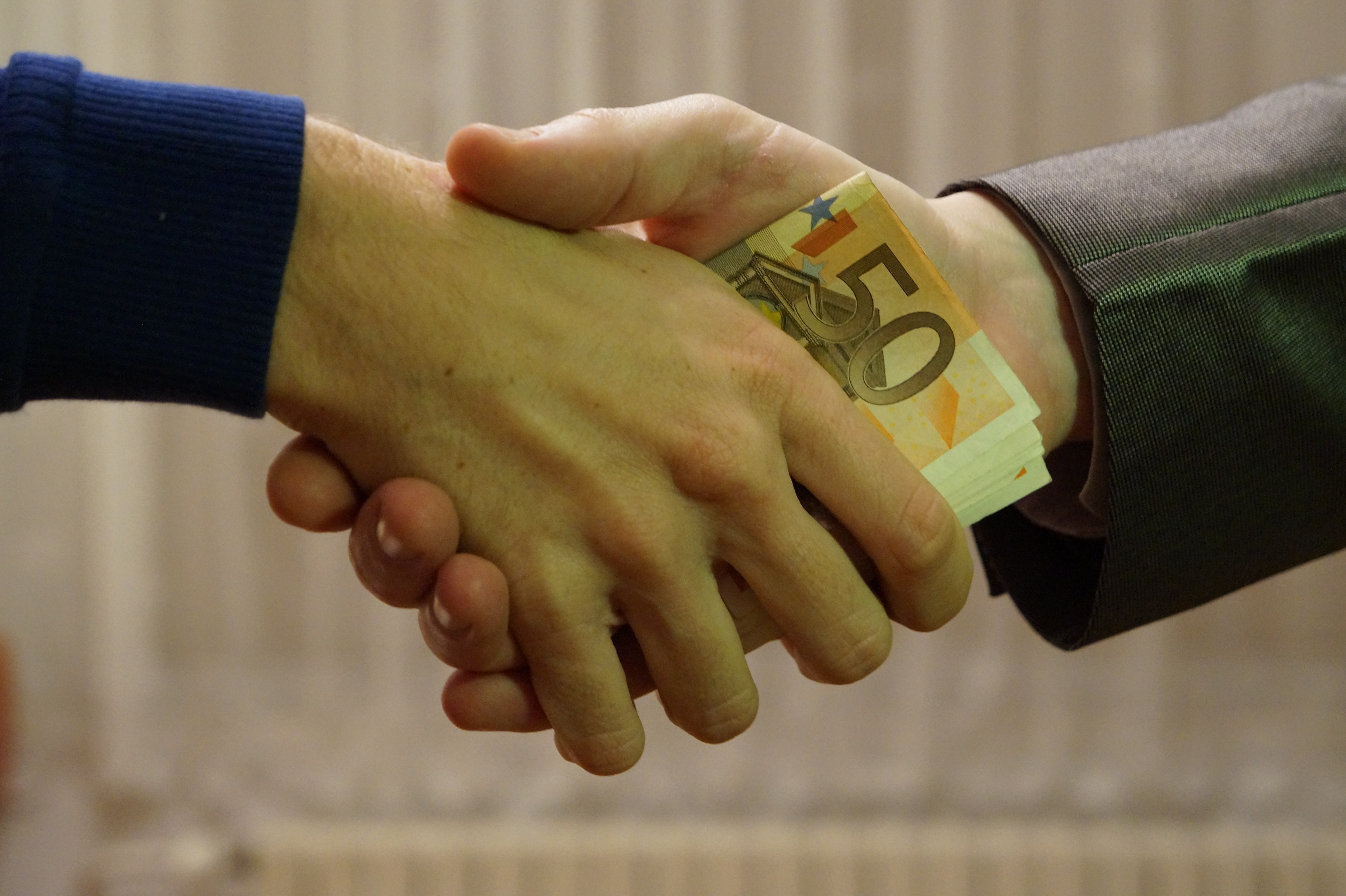
الرّشوة

تُستخدم أساليب متعددة للفساد، في الفساد المنهجي والفساد الكبير، بشكل متزامن مع أهداف مماثلة.

### الرشوة
تنطوي الرشوة على الاستخدام غير السليم للهدايا والمزايا مقابل مكاسب شخصية. يُطلق على الرشوة أيضًا في الشرق الأوسط بالبخشيش، وهي شكل شائع من أشكال الفساد. تتنوع أنواع الخدمات المقدمة، ويمكن أن تشمل الأموال، والهدايا، والعقارات، والترقيات، والمكاسب الجنسية، واستحقاقات الموظفين، وأسهم الشركات، والامتيازات، والترفيه، والتوظيف والمزايا السياسية. يمكن أن تكون المكاسب الشخصية الممنوحة أي شيء من تقديم معاملة تفضيلية فعلية إلى التغاضي عن الاستهتار أو الجريمة.
يمكن أن تشكل الرشوة أحيانًا جزءًا من الاستخدام المنهجي للفساد لغايات أخرى، لارتكاب المزيد من الفساد مثلًا. يمكن أن تجعل الرشوة المسؤولين أكثر عرضة للابتزاز والانتزاع.

### الاختلاس والسرقة والاحتيال
ينطوي كل من الاختلاس والسرقة على شخص لديه إمكانية الوصول إلى الأموال أو الأصول التي يسيطر عليها بشكل غير قانوني. ينطوي الاحتيال على استخدام أسلوب الخداع لإقناع مالك الأموال أو الأصول بالتنازل عنها لطرف غير مصرح له؛ ومن الأمثلة على ذلك التحويل الخاطئ لأموال الشركة إلى «شركات الظل» (ومن ثم إلى جيوب الموظفين الفاسدين)، وسرقة أموال المساعدات الأجنبية، والاحتيال، والتزوير الانتخابي وأنشطة فاسدة أخرى.

### الكسب غير المشروع
يحدث الكسب غير المشروع السياسي عندما توجَّه الأموال المخصصة للمشاريع العامة عمدًا وبشكل خاطئ لتعظيم الفوائد التي تعود على المصالح الخاصة للأفراد الفاسدين.

### الابتزاز والانتزاع
في حين أن الرشوة هي استخدام الحوافز الإيجابية لأهداف فاسدة، فإن الابتزاز والانتزاع يتركزان حول استخدام التهديدات، إذ يمكن أن يكون تهديدًا بالعنف الجسدي أو السجن الكاذب بالإضافة إلى الكشف عن أسرار الفرد أو الجرائم السابقة.
يشمل هذا سلوكًا كشخص مؤثر يهدد بالذهاب إلى وسائل الإعلام إذا لم يتلق علاجًا طبيًا سريعًا (على حساب مرضى آخرين)، وتهديد موظف عام بالكشف عن أسراره إذا لم يصوت بطريقة معينة، أو المطالبة بالمال مقابل استمرار السرية، ومن الأمثلة الأخرى، تعرض ضابط شرطة للتهديد بفقدان وظيفته من قبل رؤسائه إذا استمر في التحقيق مع مسؤول رفيع المستوى.

### استغلال النفوذ
استغلال النفوذ هو ممارسة غير قانونية لاستخدام نفوذ الفرد في الحكومة أو العلاقات مع الأشخاص في السلطة للحصول على خدمات أو معاملة تفضيلية، ويحدث ذلك عادة مقابل أجر.

### الشبكات
يمكن أن تكون الشبكات (سواء التجارية أو الشخصية) وسيلة فعالة للباحثين عن عمل لاكتساب ميزة تنافسية على الآخرين في سوق العمل. تكمن الفكرة في تنمية العلاقات الشخصية مع أصحاب العمل المحتملين وأعضاء لجنة الاختيار وغيرهم، وذلك على أمل أن تؤثر هذه المشاعر الشخصية على قرارات التوظيف المستقبلية. وُصِف هذا الشكل من الشبكات على أنه محاولة لإفساد عمليات التوظيف الرسمية، إذ يُمنح جميع المرشحين فرصة متساوية لإثبات مزاياهم للمختارين. يُتّهم العامل على الشبكة بالسعي إلى الحصول على ميزة غير جديرة بالاستحقاق مقارنة بالمرشحين الآخرين؛ وهي الميزة التي تستند إلى المحبة الشخصية بدلًا من أي تقييم موضوعي للمرشح الأكثر تأهيلًا لهذا المنصب.

### سوء استخدام السلطة التقديرية
تشير إساءة استخدام السلطة التقديرية إلى إساءة استخدام سلطات الفرد ومراكز صنع القرار، ومن الأمثلة على ذلك، قاضٍ يرفض قضية جنائية بشكل غير لائق أو يستخدم مسؤول الجمارك سلطته التقديرية للسماح بمرور مادة محظورة عبر ميناء.

### المحاباة والمحسوبية والزبونية
تشمل المحاباة والمحسوبية والزبونية عدم محاباة مرتكب الفساد بشكل مباشر، بل شخص ذو صلة به، مثل صديق أو أحد أفراد الأسرة أو عضو في جمعية. تشمل الأمثلة تعيين أو ترقية أحد أفراد الأسرة أو الموظفين إلى دور غير مؤهل له بغض النظر عن الجدارة، ويميز هذا الفرد الانتماء لنفس الحزب السياسي.

## العلاقة بالنمو الاقتصادي
يرتبط الفساد ارتباطًا وثيقًا بحصة الاستثمار الخاص، وبالتالي فهو يقلل من معدل النمو الاقتصادي.
يقلل الفساد من عائدات الأنشطة الإنتاجية. إذا انخفضت عائدات الإنتاج بشكل أسرع من عائدات الفساد وأنشطة السعي وراء الريع، فستتدفق الموارد من الأنشطة الإنتاجية إلى أنشطة الفساد بمرور الوقت. سيؤدي هذا إلى انخفاض مخزون المدخلات القابلة للإنتاج مثل رأس المال البشري في البلدان الفاسدة.
يخلق الفساد فرصة لزيادة عدم المساواة، ويقلل من عائد الأنشطة الإنتاجية، وبالتالي يجعل السعي وراء الريع وأنشطة الفساد أكثر جاذبية. لا تولد هذه الفرصة لزيادة عدم المساواة إحباطًا نفسيًا للمحرومين فقط، ولكنها تقلل أيضًا من نمو الإنتاجية والاستثمار وفرص العمل.

## الوقاية
تقول معادلة كليتغارد المعدلة إن تقييد الاحتكار والسلطة التقديرية للهيئات التنظيمية للأفراد، ودرجة عالية من الشفافية من خلال الرقابة المستقلة من قبل المنظمات غير الحكومية ووسائل الإعلام، بالإضافة إلى وصول الجمهور إلى المعلومات الموثوقة، يمكن أن تقلل من المشكلة. تناول دجانكوف وغيره من الباحثين بشكل مستقل الدور الذي تلعبه المعلومات في مكافحة الفساد مع أدلة من كل من البلدان النامية والمتقدمة. يرتبط الكشف عن المعلومات المالية للمسؤولين الحكوميين للجمهور بتحسين المساءلة المؤسسية والقضاء على سوء السلوك مثل شراء الأصوات. يكون التأثير ملحوظًا على وجه التحديد عندما تتعلق الإفصاحات بمصادر دخل السياسيين والالتزامات ومستوى الأصول بدلًا من مستوى الدخل فقط. يجب القضاء على أي جوانب خارجية قد تقلل من الأخلاق. يجب على الدولة أيضًا أن تنشئ ثقافة للسلوك الأخلاقي في المجتمع مع أن تكون الحكومة قدوة حسنة من أجل تعزيز الأخلاق الجوهرية.

جادلت الأناركية المسيحية دوروثي داي في عام 1969 بأن الله سيحل الانتهاكات الاقتصادية مثل الفساد، وكتبت:
انتُزِعت الولايات البابوية من الكنيسة في القرن الماضي لحسن الحظ، ولكن ما تزال هناك مشكلة استثمار الأموال البابوية. إنها فكرة مبهجة بالنسبة لي دائمًا أنه إذا كانت لدينا نوايا حسنة وما زلنا غير قادرين على إيجاد حلول للانتهاكات الاقتصادية في عصرنا، وفي عائلتنا، وأبرشيتنا، والكنيسة العظيمة ككل، فإن الله سيأخذ هذه الأمور على عاتقه ويجد تلك الحلول لنا.

### تعزيز مشاركة المجتمع المدني
إن إنشاء آليات تصاعدية (من القاعدة إلى القمة)، وتعزيز مشاركة المواطنين، وتشجيع قيم النزاهة والمساءلة والشفافية، من العناصر الحاسمة في مكافحة الفساد. أدى تطبيق «مراكز المناصرة والاستشارة القانونية» اعتبارًا من عام 2012 في أوروبا إلى زيادة كبيرة في عدد شكاوى المواطنين ضد أعمال الفساد التي وردت وتوثيقها، وكذلك في تطوير استراتيجيات من أجل الحكم الرشيد من خلال إشراك المواطنين الراغبين في محاربة الفساد.